# Кандыбулак
Кандыбулак — река в России, протекает по Башкортостану. Устье реки находится в 2343 км по левому берегу реки Урал. Длина реки составляет 23 км.

## Данные водного реестра
По данным государственного водного реестра России, относится к Уральскому бассейновому округу, водохозяйственный участок реки — Урал от истока до Верхнеуральского гидроузла, речной подбассейн отсутствует. Речной бассейн реки — Урал (российская часть бассейна).
Код объекта в государственном водном реестре — 12010000112112200001450.